# Чотири книги про архітектуру
Чотири книги про архітектуру (італ. I quattro libri dell'architettura) — систематизований твір архітектора Андреа Палладіо про давньоримську і власну архітектуру, надрукований вперше в Венеції 1570 року.

## Історія
Андреа Палладіо пощастило рано опинитися в колі освічених венеційців, близьких до поезії, меценатства та гуманізму. Серед меценатів цього періоду — Джанджорджо Тріссіно. Андреа бере участь в будівництві вілли для останнього в Кріколі. Під дружньою опікою Тріссіно (поета та гуманіста) він здобуває архітектурну та різносторонню гуманітарну освіту. Саме Тріссіно дає молодому Андреа прізвище Палладіо, стане його покровителем і меценатом. Тріссіно у 1540 р. дасть гроші молодому Палладіо на подорож до Риму заради досліджень античної архітектури і удосконалення архітектурних навичок.
У 1541 році  Палладіо відправляється до Риму, щоб вивчити пам'ятники стародавньої архітектури Римської імперії. Крім Риму Андреа проводить обміри античних споруд різного призначення у Вероні, Спліті, Німі. Окрім цього, Палладіо робить проекти реставрації пам'яток архітектури доби Римської імперії, хоча знав, що ніхто не дасть грошей на їх повне відновлення в реальності.
Власний досвід і зацікавленість в вивченні давньоримського спадку (особливо архітектора Вітрувія) не пропадуть дарма і під час підготування рукопису для видання, відомого зараз як «Чотири книги про архітектуру». Трактат насичений різноманітними ідеями та проектами. Одні з проектів мають суто теоретичне значення і ніколи не були втілені в реальності. Інші — аналіз і розгляд давньоримських споруд, що випадково збереглися і дійшли до 16 століття (Пантеон в Римі, храм Фортуни Віріліс тощо).
Важливою частиною трактату були власні проекти Андреа Палладіо, особливо частина, присвячена заміським віллам венеційських аристократів. Саме ця частина стане джерелом вивчення і творчого продовження в архітектурній практиці декількох країн щонайменше трьох століть потому (в самій Італії, в Британії, в Речі Посполитій, в Російській імперії і Україні в її складі, частково в Сполучених Штатах).

## Структура видання

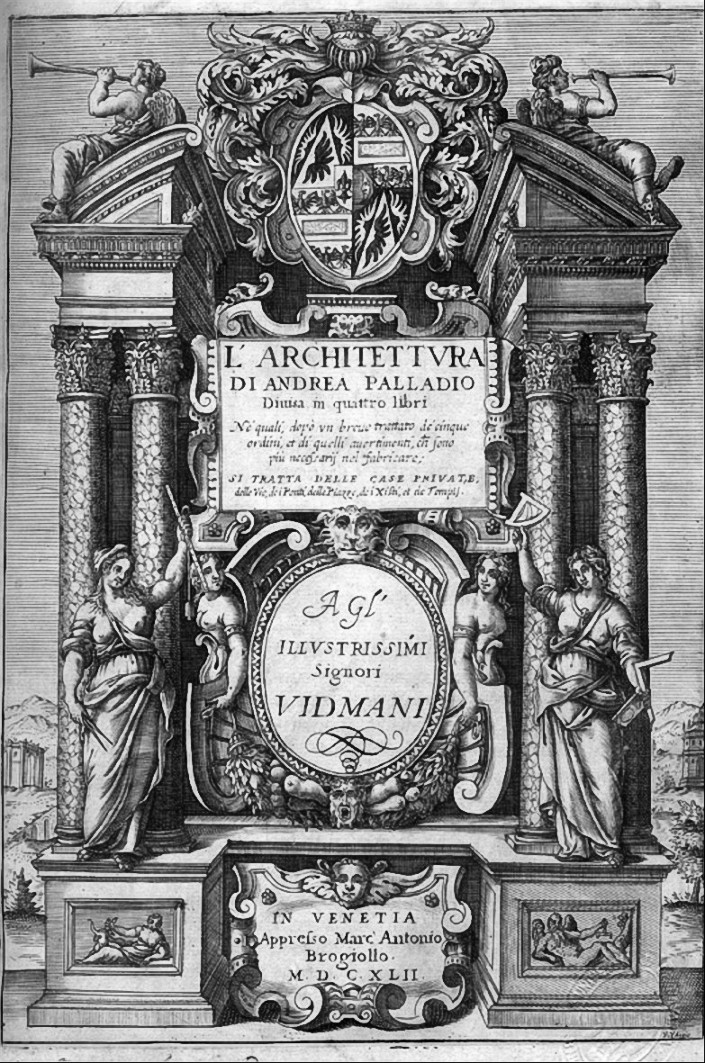
Титульна сторінка видання 1642 року.

Перше видання було здійснене 1570 року in octavo (21 x 15 см) у Венеції. Воно мало триста дев'ятнадцять (319) сторінок текстів та близько двох сотень (200) ілюстрацій. Про останні попіклувався сам Палладіо, вони були створені первісно як дереворити.
Кожна із чотирьох книг мала посвяту конкретному меценату, як то було звичною практикою тої пори у неймовірно залежної творчої особи від багатія і покровителя.
В століття після смерті Палладіо перевидання створюють у більшому форматі і всі чотири книги під одною обкладинкою для зручності. Перевидання «Чотирьох книг про архітектуру» в Італії здійснені в 1581, 1601, 1616, 1642 роках. Видання 1642 року вважають найбільш вдалим.
- Перша книга.

Тут розглянуті питання і проблеми вибору місця та розташування майбутньої споруди, сполучення її з навколишнім середовищем та ландшафтом, головні принципи проектування, використання п'яти архітектурних ордерів, проектні принципи створення підмурків, фундаментів, вікон, сходинок і сходових кліток тощо.
- Друга книга.

Ця частина мала кресленики чималої кількості будинків і споруд, створених самим Андреа Палладіо, а також кресленики античних споруд стародавніх греків та римлян.
- Третя книга.

Третя книга розглядала принципи містобудівництва і здебільшого була присвячена інженерній строні архітектури, побудови шляхіві і доріг, мостів, площ і базилік в містах тощо.
- Четверта книга.

Ця книга була присвячена перебільшено аналізу і зображенням язичницьких давньоримських споруд, серед яких храм Вести, храм імператора Нерви, храм Марса Месника тощо.

## Галерея

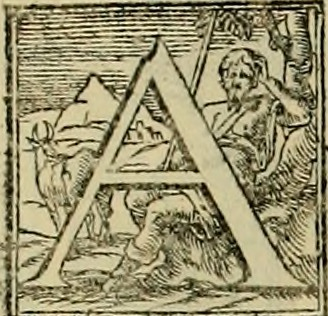
«Чотири книги про архітектуру». Буквиця або початковий ініціал в трактаті Палладіо.
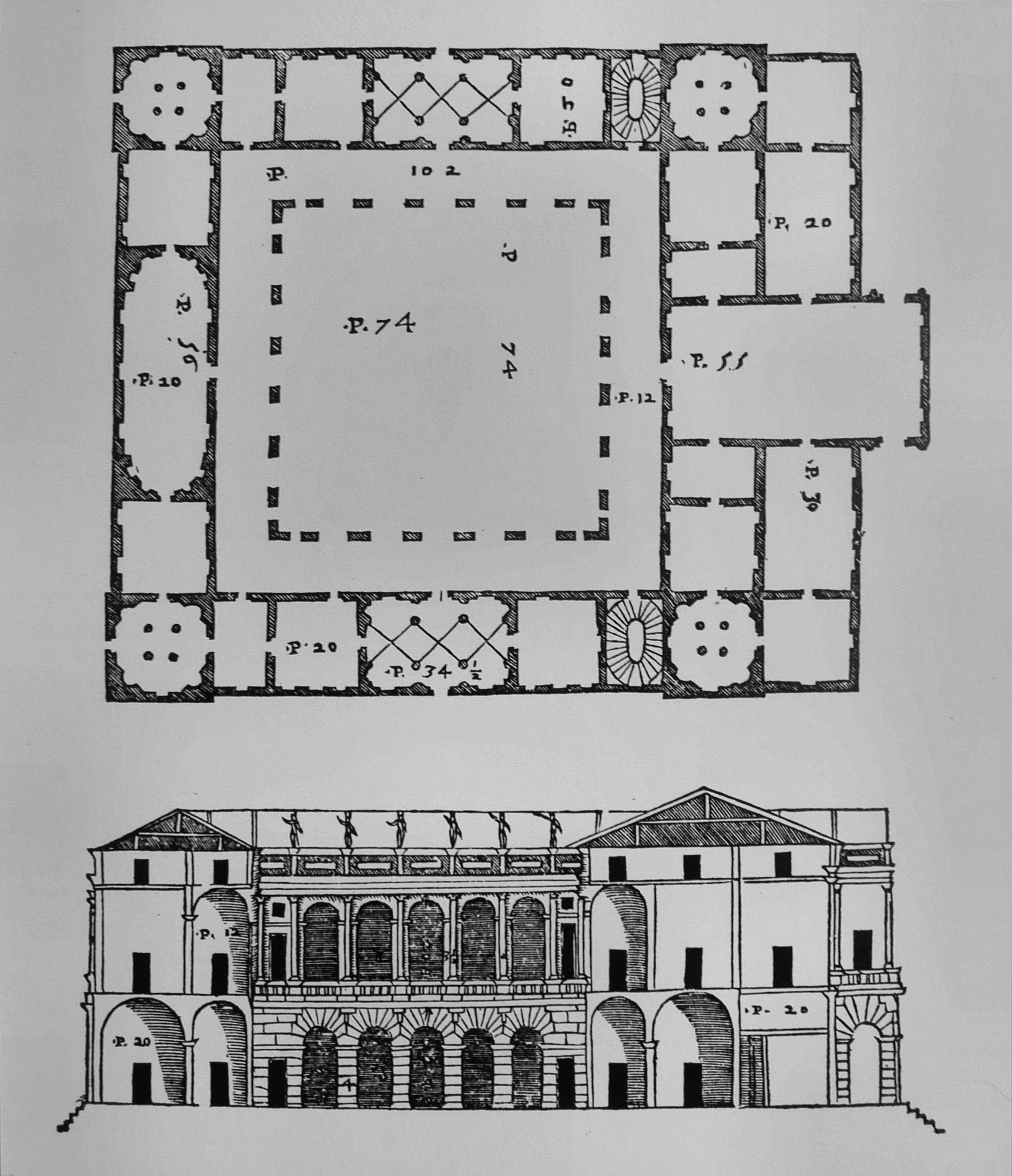
Палладіо. Палаццо Тьєне,розріз і план. Рання споруда архітектора
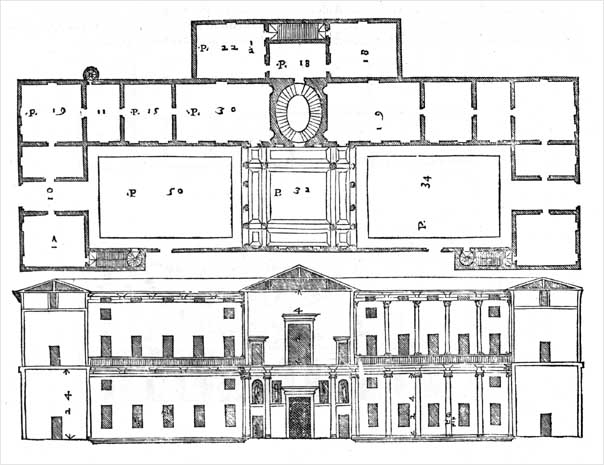
Палаццо далла Торре з варіантами декору головного фасаду
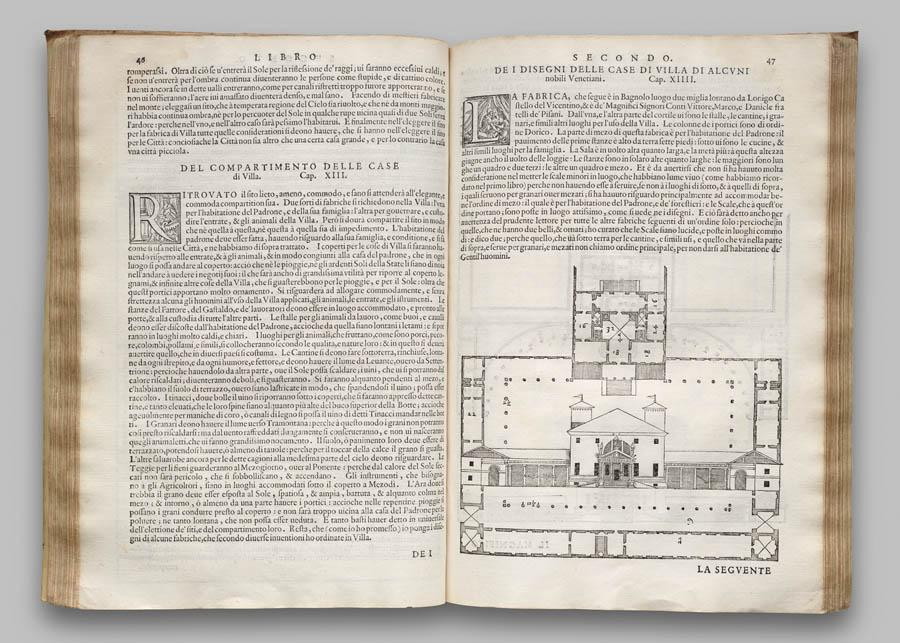
Вілла Пізані, поземний план і фасад.
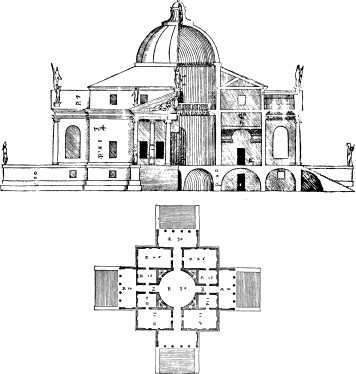
Палладіо. Ротонда, фасад, план і розріз споруди
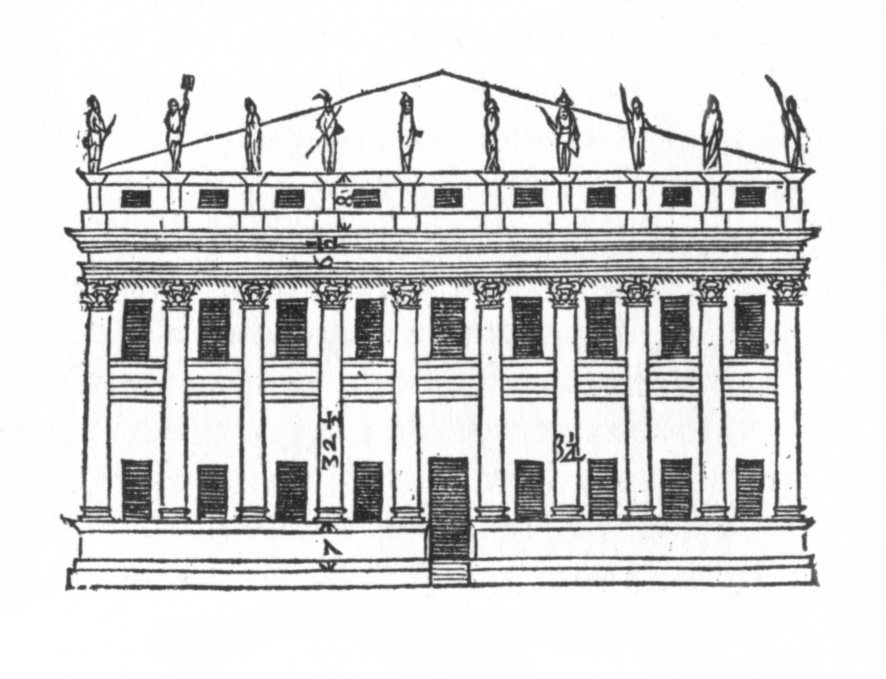
Палладіо. Палаццо Ангарано
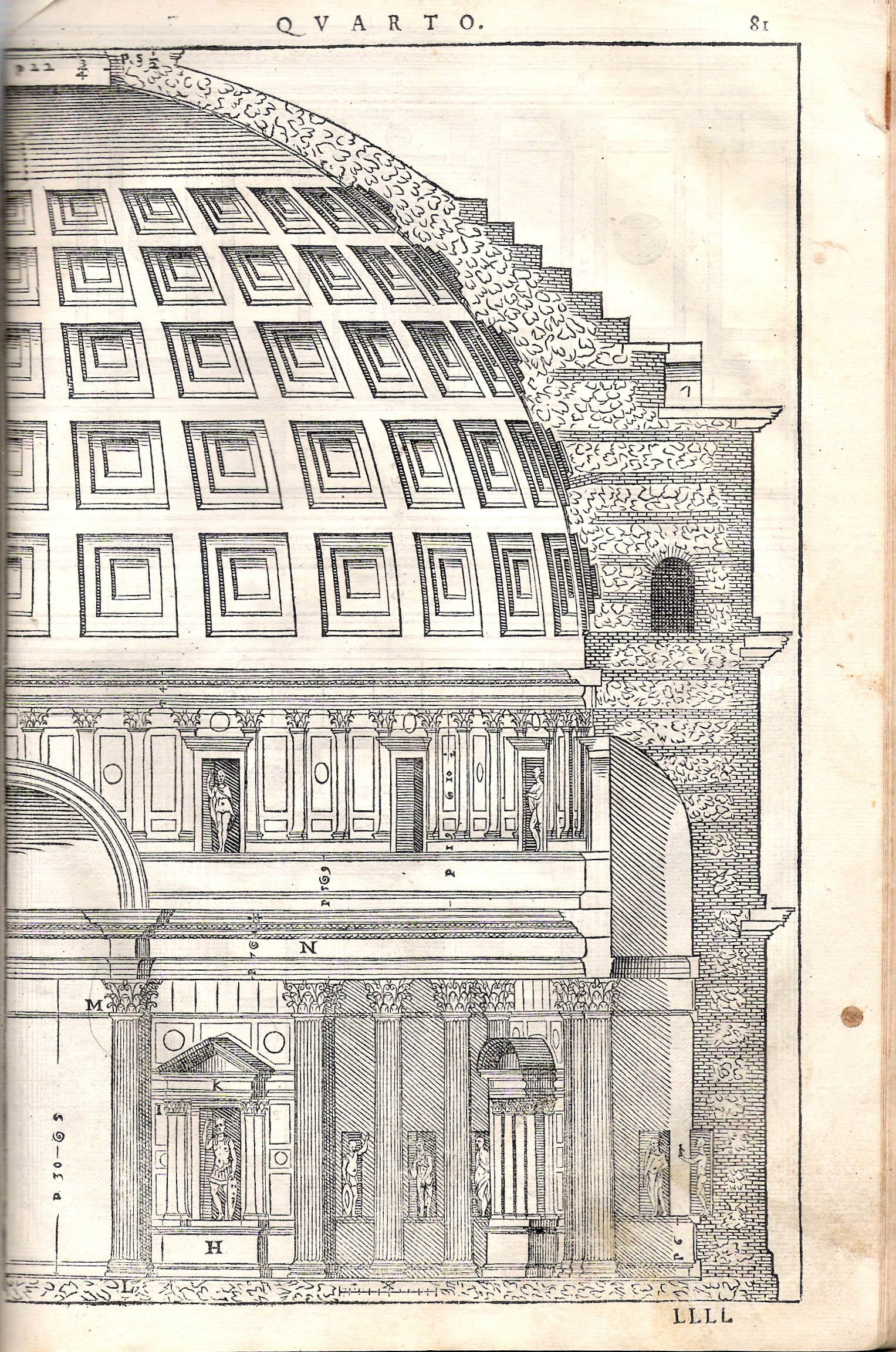
Палладіо. Пантеон в Римі, розріз споруди
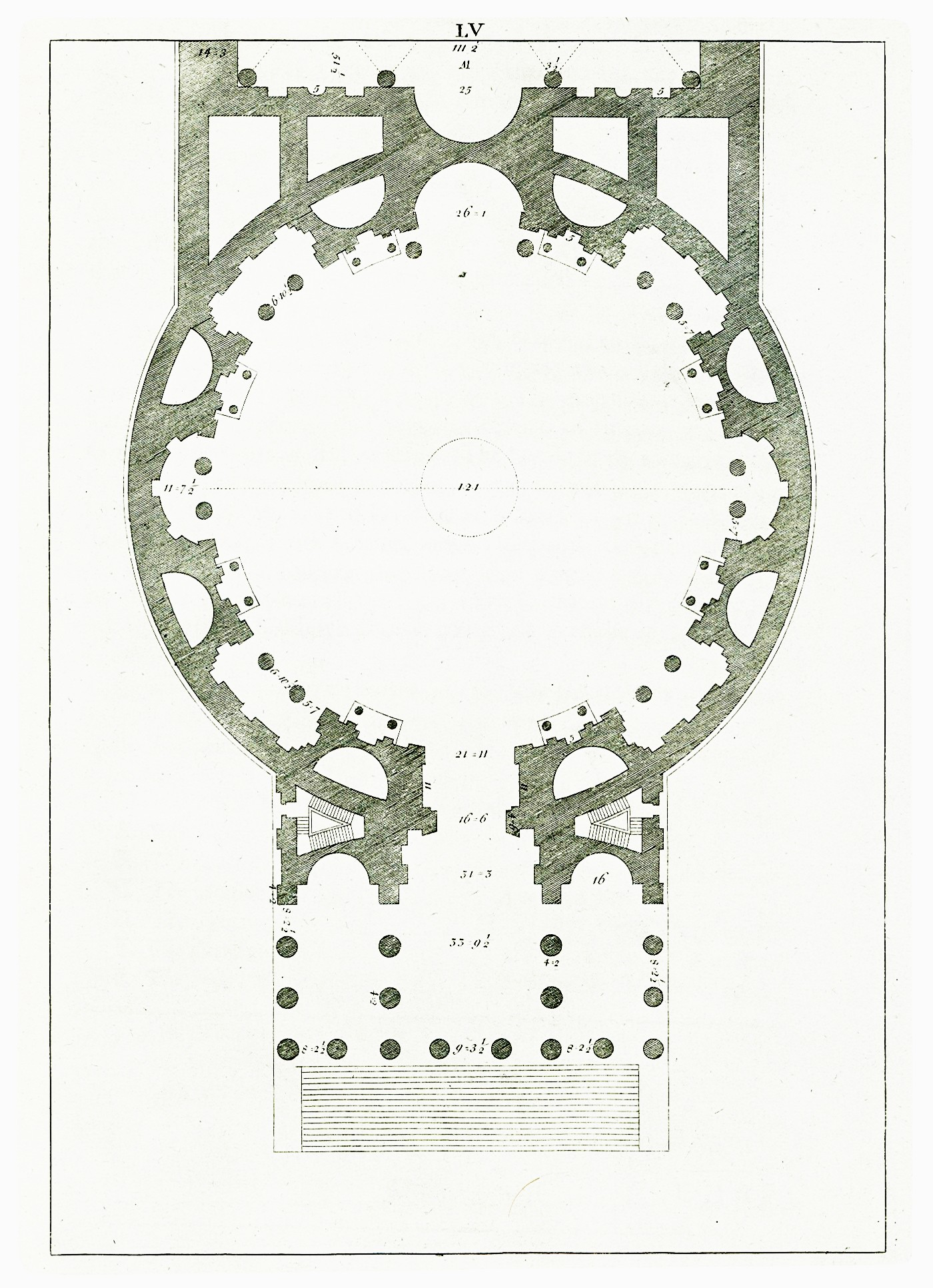
Палладіо. Пантеон в Римі, фіксаційний поземний план
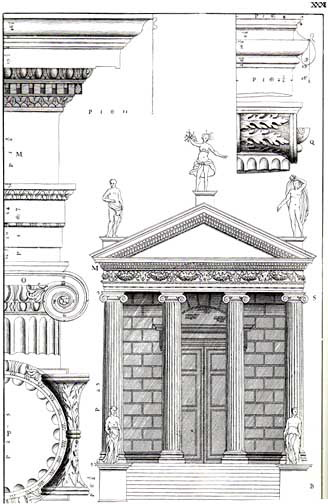
Храм Фортуни Віріліс, фасад і архітектурний декор
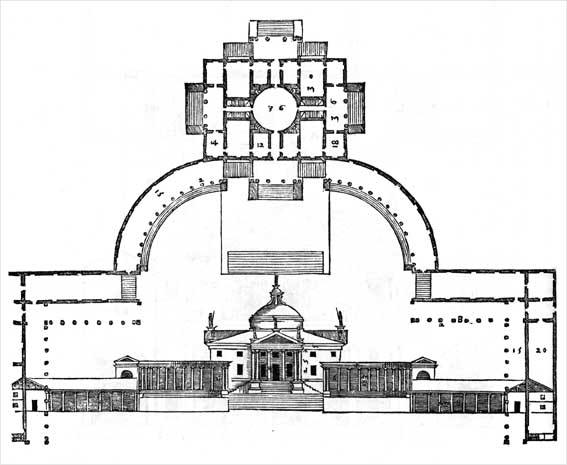
Вілла Тріссіно Меледо, фасад і план
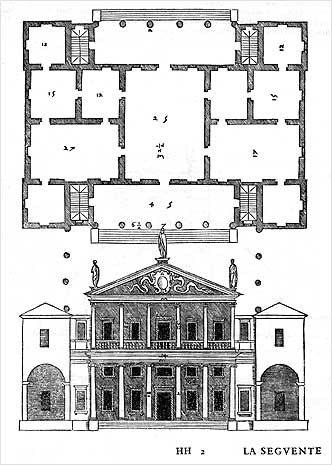
Вілла Вальмарана Лізьєро,  фасад і план
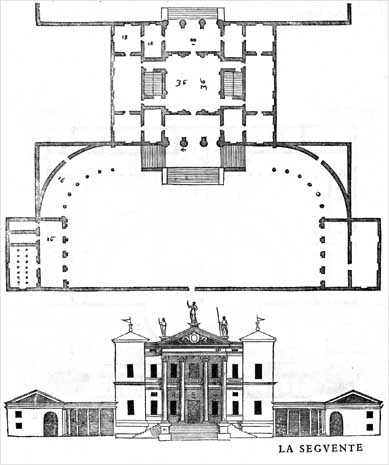
Палладіо. Вілла Тьєне (Чіконья), фасад і план.